# Art Williams
Arthur T. Williams, detto Art, noto anche con lo pseudonimo di Hambone (Bonham, 29 settembre 1939 – San Diego, 27 settembre 2018), è stato un cestista statunitense, professionista nella NBA e nella ABA.

## Palmarès
- Campionato NBA: 1

Boston Celtics: 1974